# Pierre-Roch Vigneron
Pour les articles homonymes, voir Vigneron (homonymie).
Pierre-Roch Vigneron est un  graveur et un peintre français né à Vosnon (Aube) le 16 août 1789 et mort à Paris le 12 octobre 1872.

## Biographie
Pierre-Roch Vigneron est l'élève de Claude Gautherot, dont il épousa la fille Uranie Gautherot, puis du baron Antoine-Jean Gros. Il est principalement connu pour son tableau Le Retour du bal, avis aux mères, celui-ci représentant une femme du monde en grande toilette, rentrant du bal, et trouvant sa jeune fille étouffée par sa nourrice qui l'avait mise au lit près d'elle. Les sources indiquant le parcours de ce tableau restent aujourd'hui floues, il a été acquis de la main de Mira Vigneron, la fille du peintre, en 1873 ou 1874, à travers un achat ou un don de celle-ci.
Né le 16 août 1789, il est enterré à Paris au cimetière du Montparnasse (18e division).

## Œuvres dans les collections publiques
- Bagnères-de-Bigorre, musée Salies : La Prise de Missolonghi, 1827, huile sur toile[5],[6].
- Libourne, musée des Beaux-Arts : Christophe Colomb montrant ses fers à Ferdinand et Isabelle, 1819[7].
- Tarbes, musée Massey : Scène d’après nature (le convoi du pauvre), huile sur toile[8].
- Troyes, musée Saint-Loup : Le Retour du bal, avis aux mères, don de Mira Vigneron en 1874[9].
- Versailles :
  - musée Lambinet : Le Général Foy, huile sur toile[10].
  - musée de l'Histoire de France : Portrait de Maximilien Robespierre en habit de député du Tiers État, d'après un pastel d'Adélaïde Labille-Guiard.

Œuvres de Pierre-Roch Vigneron
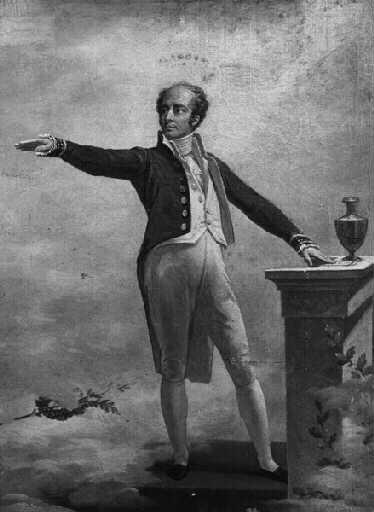
Le Général Foy, Versailles, musée Lambinet.
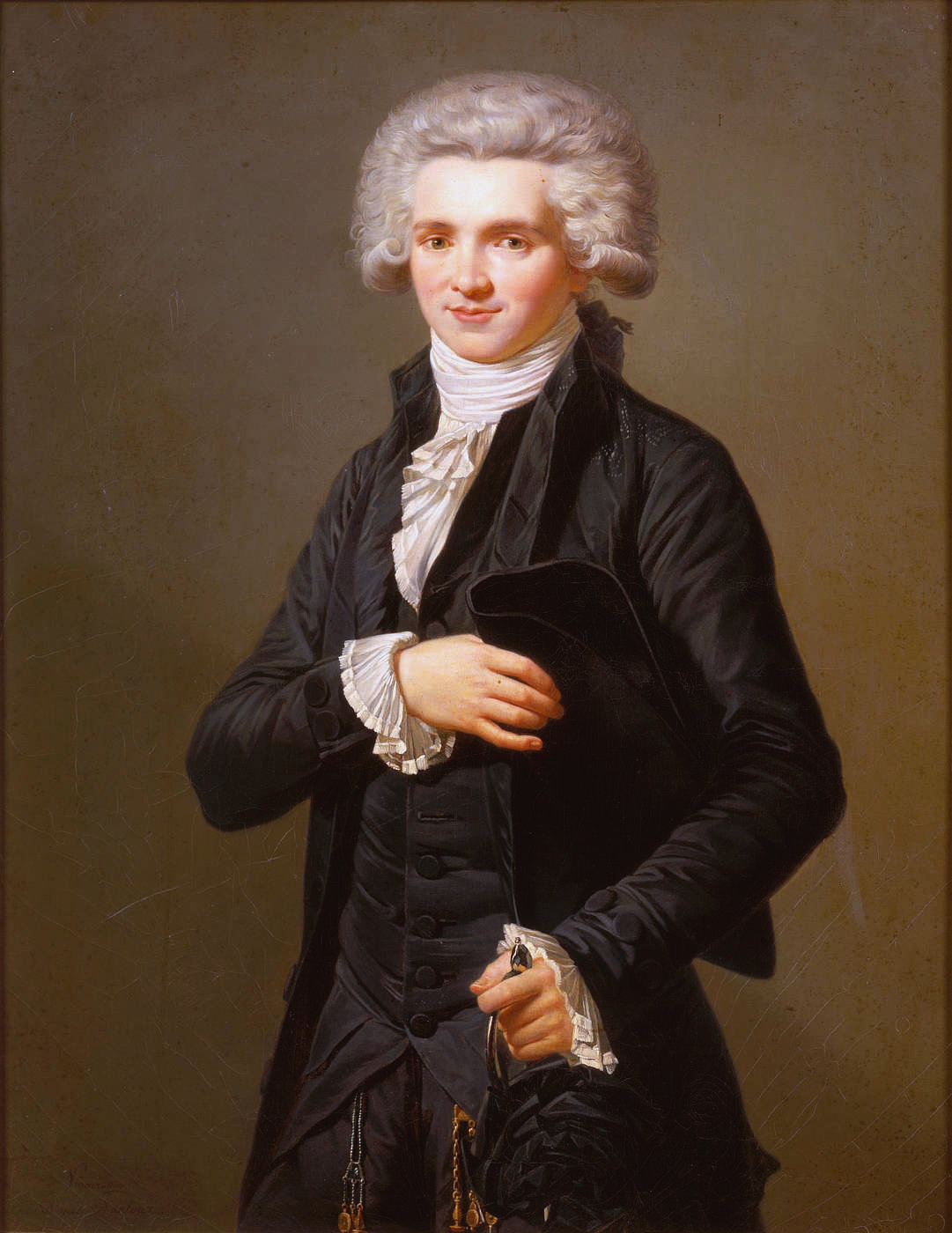
Portrait de Maximilien Robespierre en habit de député du Tiers État, d'après un pastel d'Adélaïde Labille-Guiard, Versailles, musée de l'Histoire de France.
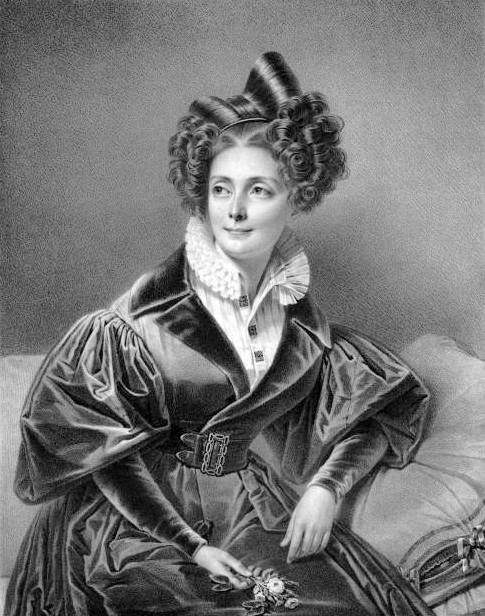
Félicité Pradher, lithographie.
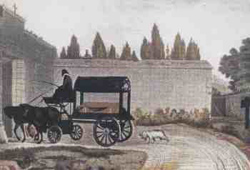
Le Convoi du pauvre (1819), estampe.

## Hommages
- Une rue de sa ville natale honore sa mémoire, ainsi qu'à Ervy-le-Châtel.
- Jules Vallès lui consacre un article sous forme de portrait dans L’Événement du 24 décembre 1865, intitulé « Le Convoi du pauvre », comme le tableau le plus connu (dans sa version gravée) du peintre. L’article est repris dans La Rue (1866).